# Cantiga (chipset)
Cantiga è il chipset che, abbinato al processore mobile Core 2 Duo Penryn e al modulo Wi-Fi Shiloh (hardware) va a costituire la quinta generazione della piattaforma Centrino, conosciuta come Montevina e in particolare inaugura i nuovi nomi commerciali Centrino 2 e Centrino 2 vPro, evoluzioni delle precedenti Centrino Duo e Centrino Pro Santa Rosa a partire da giugno 2008.
Con il nome in codice Cantiga viene indicata in realtà la variante mobile del chipset per desktop della famiglia Eaglelake che è stato presentato anch'esso nel corso del 2008.
Dato che la piattaforma Montevina succede alla piattaforma Santa Rosa, Cantiga è il successore del chipset Crestline alla base proprio di Santa Rosa.

## Caratteristiche tecniche
Fino al predecessore di Cantiga, Crestline, il chipset dei sistemi Centrino era una variante di un modello desktop già presente sul mercato da quasi un anno. Con Cantiga, Intel ha deciso di cambiare strategia e di non basare quindi il suo design sul chipset Bearlake ma sul suo successore Eaglelake. Essendo una variante di tale famiglia specificatamente progettata per l'utilizzo in sistemi portatili, le caratteristiche di Cantiga riprendono in buona parte quelle del "fratello maggiore", sebbene in alcuni casi queste siano state leggermente limitate data l'inutilità di integrare alcune caratteristiche avanzate in un sistema portatile. Limitando tale supporto però, è diventato possibile inserire altre tecnologie specificatamente pensate per l'ambito mobile che contribuiscono a migliorare soprattutto il consumo energetico dell'intera piattaforma.
A differenza della versione principale per i desktop, che deve fornire supporto ad un elevato numero di CPU, in particolare tutti i modelli basati sull'architettura "Core", Cantiga è stato progettato specificatamente per supportare al meglio il processore alla base della sua piattaforma, vale a dire il Core 2 Duo Penryn, ovvero il secondo processore in ambito mobile, ad essere basato sull'architettura "Core", anzi sulla sua versione "Enhanced", lanciata da Intel insieme a tutti i nuovi processori prodotti a 45 nm.
A differenza del modello principale, la memoria RAM è supportata in quantitativo massimo di 4 GB di DDR3 in configurazione dual channel, mentre lo standard è quello DDR3-800 o DDR3-1066; rimane comunque possibile utilizzare tradizionale RAM DDR2, in standard DDR2-667 e DDR2-800. Per quanto riguarda il BUS invece, esso aumenta ulteriormente rispetto al predecessore Crestline, arrivando a 1066 MHz, ma rimane comunque più basso di quello a 1333 MHz offerto dalle altre varianti di Eaglelake. L'interfaccia di connessione con la scheda video, invece, è rimasta la stessa, ovvero quella PCI Express x16, e rimane libero anche il supporto per altre 6 linee PCI Express che possono venire utilizzate dai produttori di Notebook a propria discrezione. Non è tuttavia escluso che possa debuttare in ambito notebook anche lo standard PCI Express 2.0, già disponibile nelle versioni di fascia più alta di Bearlake. In ogni caso Cantiga supporta la tecnologia CrossFire di AMD/ATI per l'utilizzo di 2 schede video funzionanti in parallelo.
Nella versione pensata per la nuova piattaforma Centrino 2 vPro, dedicata al settore professionale, è disponibile anche il supporto della tecnologia iAMT per la gestione remota.
Anche per quanto riguarda il southbridge, sono state introdotte alcune novità: rispetto a quanto fatto con il precedente chipset Crestline, Cantiga integra l'ICH9-M (variante mobile dell'ICH9 integrato nel predecessore di Eaglelake, Bearlake; si tratta di una scelta atta probabilmente a contenere il consumo di tali soluzioni) il quale offre fino a 10 porte USB 2.0 ma con prestazioni migliorate. Dal punto di vista dell'interfaccia SATA, il nuovo chipset supporta ancora lo standard SATA 2.5 che prevede fino a 3 porte di tipo SATA-300.
Lo standard audio integrato è rimasto l'ormai collaudato "High Definition Audio", chiamato da Intel con il nome in codice Azalia. La qualità è infatti nettamente migliore rispetto a quella dello standard AC'97 e quindi anche un sistema con audio integrato può svolgere le funzioni di un impianto home theater. Per quanto riguarda la scheda di rete, il controller Ethernet Gigabit è stato integrato direttamente nel chipset.
La comunicazione tra Northbridge e southbridge è la cosiddetta Direct Media Interface da ben 2 GB/s, ereditata anch'essa dalle precedenti versioni.
Infine è presente anche il modulo Wi-Fi Shiloh (nelle sue varianti "Shirley Peak" e "Echo Peak") per il supporto agli standard 802.11 a/b/g/n e, nel secondo caso, WiMax.

### Chipset a "dimensione ridotta"
In seguito alle richieste pervenute prima da Apple e poi anche da altri produttori come Lenovo e Fujitsu, Intel ha sviluppato anche versioni del proprio processore Penryn, dotate di un package ridotto dagli originali 35x35 mm a ben 22x22 mm, e ha indicato questa nuova serie di processori mediante il processor number della serie S, a sua volta divisa nelle 3 sottocategorie SPxxx, SLxxx e SUxxx, a seconda del consumo massimo.
Tali versioni sono pensate per l'integrazione nei sistemi subnotebook, ovvero sistemi dalle dimensioni estremamente compatte. Ad accompagnare tali processori è arrivata anche una specifica variante del chipset Cantiga, chiamata GS45 che a sua volta vede il proprio package ridotto rispetto alle dimensioni tradizionali; il northbridge e il southbridge hanno dimensioni rispettivamente di 25x27 mm e 16x16 mm contro i 34x34 mm e 31x31 mm della versione GM45.

### Caratteristiche specificamente sviluppate per l'ambito mobile
Continua a venir implementata la nuova tecnologia Virtual Bus Clock (introdotta dal predecessore Crestline), che consente di variare dinamicamente la frequenza e la tensione elettrica del bus in modo da contribuire, insieme alla tecnologia SpeedStep integrata nel processore, a ridurre automaticamente i consumi quando non viene richiesta la piena potenza del sistema. Si tratta proprio di una tecnologia analoga a quella SpeedStep, che però agisce sul BUS della scheda madre invece che sul clock della CPU.

### Sottocomparto grafico
Dal punto di vista del sotto-comparto grafico, Cantiga eredita dalla famiglia Eaglelake, il chip grafico GMA X4500 HD (successore del GMA X3000 integrato nel chipset precedente Crestline) funzionante, a seconda delle versioni, a 533 MHz e 640 MHz, capace di supportare le OpenGL 2.0 e, per la prima volta in ambito notebook, le DirectX 10. Gli shader sono aumentati da 8 del predecessore, a 10 e sono ancora di tipo unificato (e non separati in pixel shader e vertex shader) con supporto allo Shader Model 4.0.
La memoria utilizzabile dal comparto grafico, condivisa con il resto del sistema, è rimasta di 256 MB gestita in maniera dinamica dalla tecnologia Dynamic Video Memory in base alle esigenze. Grazie alla tecnologia Clear Video di Intel è possibile anche la riproduzione di video in alta definizione; si tratta di una tecnologia che prevede l'impiego di algoritmi per incrementare la qualità d'immagine, similmente a quanto avviene con le tecnologie PureVideo di NVidia e AVIVO di ATI Technologies. In aggiunta è possibile la decodifica in hardware del formato H.264 per avere, grazie anche al supporto HDCP, piena compatibilità con i formati Blu-ray e HD DVD (sebbene quest'ultimo sia stato ormai abbandonato). La risoluzione massima supportata si spinge fino a 2048x1536 pixel ed è stato anche reso disponibile il supporto allo standard DisplayPort.
Una caratteristica che appare molto interessante è la cosiddetta "Switchable Graphic", una tecnologia che offre la possibilità di alternare l'utilizzo della scheda integrata o di quella discreta a seconda della necessità di potenza di calcolo grafico in un determinato momento. Il passaggio da un chip grafico all'altro può essere automatico o manuale e non richiede il riavvio del sistema.

## Altre tecnologie per aumentare l'autonomia dei portatili
Già nella precedente piattaforma Santa Rosa, e più precisamente nel suo chipset, Intel ha introdotto ben 4 nuove tecnologie volte a massimizzare il risparmio energetico. Di seguito il dettaglio dei 4 interventi che sono stati implementati anche in Cantiga:
- D²PO: grazie a questa tecnologia, viene eseguita un'analisi in tempo reale di quello che viene riprodotto sullo schermo. Nel caso in cui vengano individuate immagini in movimento, il pannello viene utilizzato alle sue massime prestazioni, vale a dire creando un'immagine a 60 Hz progressivi mentre, nel caso in cui si passi alla visualizzazione di immagini statiche (come ad esempio in ambito Office), lo schermo viene automaticamente regolato a 60 Hz interlacciati. Grazie a questa tecnologia Intel conta di diminuire i consumi di circa 200 mW / 400 mW.
- Display P-States technology: si tratta di una tecnologia complementare alla precedente, sempre basata sull'analisi di quanto viene visualizzato a monitor. Sfruttando sempre la modalità progressiva, viene introdotta la possibilità di variare anche la frequenza di aggiornamento (Refresh) dello schermo che può scendere dai 60 Hz originali fino a 50 Hz o 40 Hz allo scopo di risparmiare altri 200 mW / 300 mW.
- Display Power Saving Technology (DPST) 3.0: grazie a questa tecnologia Intel conta di diminuire il consumo dello schermo di ben 25% eseguendo una variazione automatica dei parametri relativi a luminosità e contrasto: quando il notebook passa dalla condizione di alimentazione da rete fissa a quella da batteria il chipset riduce la luminosità ed aumenta il contrasto in base a impostazioni predefinite scelte da Intel. In termini quantitativi il consumo dovrebbe ridursi di circa 400 mW / 700 mW.
- Auto Connect Battery Saver (ACBS): in questo caso l'intervento è rivolto all'interfaccia di rete; nel caso in cui il portatile risulti scollegato da una rete, il sistema provvede a spegnere fisicamente il chip di controllo della rete LAN. Quest'ultima tecnologia consente di risparmiare altri 101 mW.

## Modelli arrivati sul mercato
Cantiga viene commercializzato in 3 varianti:
- GM47 - comparto grafico funzionante a 640 MHz
- GM45 - comparto grafico funzionante a 533 MHz
- GS45 - comparto grafico funzionante a 533 MHz
- PM45 - assenza del comparto grafico

## Nasce un concorrente: NVidia MCP79
Alla fine di aprile 2008 nVidia ha annunciato di avere allo studio un nuovo chipset chiamato MCP79 che nelle intenzioni dell'azienda dovrebbe far concorrenza a Cantiga.
A differenza della soluzione Intel, che usa la tradizionale configurazione a northbridge e southbridge separati, MCP79 sarà realizzato in un unico chip e tutte le sue varianti (dovrebbero essere fino a 6) saranno dotate del comparto grafico pienamente compatibile con le DirectX 10 e la tecnologia Hybrid SLI. Il fatto di essere realizzato in un unico chip rende tale progetto molto interessante per i produttori di sistemi portatili dalla dimensioni molto compatte, e inoltre il comparto grafico dovrebbe essere nettamente più potente rispetto a quello integrato in Cantiga, essendo derivato dal progetto GeForce 9400.
Tra le altre caratteristiche si possono citare il supporto per HDMI 1.2, memoria RAM di tipo DDR2 fino a 1066 MHz e DDR3 fino a 1333 MHz, hard disk SATA e eSATA (External SATA) a 3 Gbit/s, scheda di rete di tipo Gigabit, High Definition Audio (si tratta dello stesso standard offerto da Intel in licenza) e fino a 20 linee PCI Express 2.0. A questo si aggiungerà la tecnologia NVidia DriveCache dalle funzionalità molto simili all'Intel Turbo Memory che fa uso di una memoria flash per migliorare le prestazioni.
A ottobre 2008 dovrebbero venir presentati ad opera di Apple i primi sistemi basati su tale soluzione, come rinnovamento della propria gamma MacBook.
Tra le 6 varianti dell'MCP79 si possono citare in maniera particolare i seguenti modelli:
- MCP79-SLI - supporto delle configurazioni SLI
- MCP79-GLM - sottosistema video di classe "Quadro", ovvero dedicato al settore professionale

### Possibili limitazioni alla diffusione di MCP79
È da precisare però che la politica di Intel prevede che un sistema possa fregiarsi del marchio "Centrino" solo se integra tutti e 3 i componenti suggeriti dalla casa madre (CPU, chipset e scheda Wi-Fi), quindi i prodotti che utilizzeranno il chipset nVidia al posto di Cantiga non potranno esporre il marchio "Centrino 2". Si tratta di una limitazione che certamente interessa poco ad Apple che punta tutto sul proprio marchio MacBook piuttosto che su quello Centrino, ma per gli altri produttori potrebbe costituire un pesante deterrente commerciale. Il marchio Centrino infatti è diventato ormai quasi sinonimo di computer portatile e non sarà facile per i produttori decidere di rinunciare all'esposizione di tale marchio sui propri prodotti, limitandosi al logo della sola CPU.
Oltre ai motivi commerciali sopra descritti ce ne sono anche di tecnici: le funzionalità di gestione e amministrazione remota integrate nelle versioni professionali di Cantiga e destinate ai sistemi marchiati come Centrino 2 vPro, non sono presenti nella soluzione nVidia, e questo potrebbe influire negativamente nella diffusione anche nel settore professionale.

### "Hybrid SLI" anche con chipset Intel
Ad agosto 2008 Intel ha mostrato la propria tecnologia Intel Switchable Graphics, ovvero la propria incarnazione della tecnologia Hybrid SLI sviluppata da nVidia e che, al pari della soluzione concorrente, consente di passare dalla scheda video discreta a quella integrata del notebook semplicemente utilizzando un interruttore fisico sulla macchina o un comando via software, senza la necessità di riavviare l'intero sistema.
Gli scopi di tale tecnologia sono gli stessi della soluzione nVidia, ovvero consentire l'utilizzo della scheda discreta solo quando ne viene richiesta la potenza, consentendo l'utilizzo del tradizionale comparto video integrato nel chipset durante il normale utilizzo del notebook, andando a migliorare l'efficienza energetica e i consumi dell'intera piattaforma.
Rimangono comunque due grossi limiti nella soluzione Intel rispetto a quella sviluppata da nVidia: innanzitutto, a differenza della soluzione concorrente in cui il passaggio tra le 2 sezioni video è automatico in base al carico di lavoro richiesto in ogni momento al comparto grafico da parte delle applicazioni, nella soluzione Intel esso è solo manuale (attraverso i due metodi sopracitati) e inoltre Switchable Graphics non consente il funzionamento simultaneo delle 2 sezioni video, in modo da migliorare ulteriormente le prestazioni, ma solo un funzionamento alternativo.
Nella propria dimostrazione, Intel ha utilizzato un sistema Sony Vaio basato sulla piattaforma Centrino 2 Montevina con scheda video discreta prodotta da nVidia; durante l'utilizzo di quest'ultima il consumo del sistema era intorno ai 25 W, mentre utilizzando la scheda integrata, essi variavano tra i 9 W e i 16 W. Si tratta di differenze che secondo Intel dovrebbero consentire fino a 1 ora di autonomia in più rispetto ai sistemi dotati della sola scheda discreta.

## Il successore
Informazioni ufficiali riguardo al successore di Cantiga non sono ancora disponibili, ma è molto probabile che si tratti di una soluzione in arrivo nel corso del 2009 abbinato al primo esponente della futura architettura Nehalem per formare le future piattaforme Centrino 2 e Centrino 2 vPro Calpella.